# مجلة شعر
مجلة شعر أسسها الشاعر اللبناني يوسف الخال، وترأس تحريرها، وقد صدر العدد الأول من المجلة في شتاء 1957، في بيروت (لبنان). توقفت المجلة عن الصدور نهائيًّا عند العدد 44 في خريف العام 1970، بعدما توقفت جزئيًّا بين 1964 و1967.

## ولادة العدد الأول
عاد الشاعر يوسف الخال نهائيًّا من الولايات المتحدة الأميركية إلى بيروت سنة 1955، بعد أن غادرها سنة 1948، حاملاً مشروع تأسيس مجلة تعنى بالشعر الجديد. فبدأ بإصدار مجلة شعر مستوحيًّا فكرتها من شعر الأميركي، ويؤكد الشاعر والصحافي الراحل رياض فاخوري في كتابه هذا التأثير أيضًا، فيقول: 
وعندما ترك يوسف الخال لبنان إلى الأمم المتحدة، واطلع على مجلة شعر هنرييت مور في شيكاغو راعي أمورها عزرا باوند، وعلى بعض التجارب العصرية المتقدمة وتمثلت في أرشبيلد ماكليش (نظريًّا) وباوند وإليوت وويتمن (تطبيقيًا)، إضافة إلى التقليد الذي وقع فيه، سحرته الأنماط الشعرية الجديدة التي سحرت من قبله جبران خليل جبران وميخائيل نعيمة وأمين الريحاني، فعاد إلى بيروت متسلحًا برؤية مغايرة وبدور تاريخي، عليه أن يلعبه من خلال مجلة طليعية مشابهة لمجلة شعر الأميركية ومن العاصمة اللبنانية.
هذا الأمر الذي بات جليًّا من ناحية سعي الخال إلى إصدار مجلة بتأثير شعر الأميركية، يؤكده أيضًا الباحث السوري محمد جمال باروت، عندما يقول: ولم يكن اسمها أي شعر، عبثًا، إذ إنه يحاكي اسم مجلة شعر الأميركية، وقد أراد مؤسسها يوسف الخال أن يؤدي فيها الدور الذي مارسه عزرا باوند في شعر الأميركية.
ويشير باروت إلى أنه إثر عودة الخال من نيويورك، بدأ اتصالاته لتأسيس حركة تقود الشعر العربي الحديث، وتطور تحولاته من الإطار الخطي - التشكيلي (التفعيلة) إلى إطار الرؤيا أو النظرة إلى الوجود، وبوصول عدد من الشعراء السوريين الشباب الهاربين من المطاردة لأعضاء الحزب السوري القومي الاجتماعي في سورية (إثر اغتيال عدنان المالكي على يد أحد أعضاء الحزب) من أمثال أدونيس (علي أحمد سعيد إسبر) ونذير العظمة، ومحمد الماغوط، ظهر وكأن الحركة الجديدة جاهزة للانطلاق والعمل

وكان الخال قد دشن مشروع المجلة ببيان ألقاه في الندوة اللبنانية في تاريخ 31 كانون الثاني 1957.

### المحتويات
حصل الخال في تاريخ 31 كانون الأول 1956 على قرار حكومي رقمه (281) لإصدار مجلة شعر. وبدأ بالتحضير لتشكيل عناصر يمكن الركون إليهم للمساهمة في خلق حركة شعرية جديدة.وفي شتاء 1957 صدر العدد الأول
- «شعر» مجلة أدبية شهرية تصدر في أربعة أجزاء في السنة مؤقتًا - كانون الأول، نيسان، تموز، أيلول.
- رئيس التحرير: يوسف الخال. المدير المسؤول كمال الغريب.

اختيار القصائد: لا يخضع لأي مذهب فني ينتمي إليه القائمون على تحرير المجلة، فالمقياس الوحيد ارتفاع الأثر الأدبي إلى مستوى فني لائق.
- العنوان: بيروت - لبنان. صندوق البريد 3608. وطبعت المجلة في مطبعة رفيق الخال أخ يوسف الخال.

افتتح العدد الأول بكلمة لأرشيبيلد مكليش عن الشعر والحياة.

ضمّ العدد نصوصًا لكل من: سعدي يوسف، بدوي الجبل، بشر فارس، البير أديب، نازك الملائكة، فدوى طوقان، ابراهيم شكر الله، نذير العظمة، رفيق المعلوف، موسى النقدي، أدونيس، فؤاد رفقة، ميشال طراد، يوسف الخال، اميلي ديكنسون، عزرا باوند، جيمينيز، رينه حبشي، انطون كرم، بيير روبان، إضافة إلى قسم تحت عنوان: أخبار وقضايا.

## نواة تجمع «شعر»
أما الذين شكلوا نواة تجمع مجلة شعر، بالإضافة إلى يوسف الخال، فهم: أدونيس، خليل حاوي، ونذير العظمة، وانضم إليهم لاحقًا، أسعد رزوق، أنسي الحاج، وخالدة سعيد، وشوقي أبي شقرا، وعصام محفوظ، فضلاً عن اخرين من أمثال محمد الماغوط وجبرا إبراهيم جبرا وفؤاد رفقة.

في أواخر الخمسينيات من القرن العشرين، تـوثقت صلات الشاعر العراقي بدر شاكر السياب بالمجلة، وبصاحبها يوسف الخال، وعدد من الشعراء المتصلـين بها مثل أدونيس وغيره. وربما كان في اللب من اهتمامه بتلك المجلة والمتصلين بها من الشعراء، عـلى الرغم ممـا قيل عنها وعنهم، اهتمام المجلـة الواضح بنقل أمثلة منتقاة من الشعر الأوروبي والأميركي وما يتيسر من دراسات نقدية عن ذلك الشعر

## التوقف الأول
توقفت مجلة شعر للمرة الأولى عن الصدور في آخر سنة 1964، بعد أن أصدرت خلال ثماني سنوات 32 عددًا وقسمًا لا يستهان به من المؤلفات الأدبية، وكان لافتًا للانتباه أن جزءًا منها جاء للتعريف بالأدب الإنكليزي عامة والأميركي خاصة

وقد اعتبر الخال أن المجلة، والإصدارات التي نشرت في دارها، «كوّنت النواة الصالحة لحركة الشعر العربي الحديث، تلك الحركة التي تمكنت، برغم كل أنواع القهر والظلم والقمع، من وضع الشعر العربي، بل الأدب العربي عمومًا، على طريق الحداثة ومعاصرة الآداب العالمية جميعًا».

وصف الخال، بلغة عامية، الأوضاع التي آلت إليها المجلة سنة 1964، بالقول: «ما في حدا يكتب. كلهم طاروا.. غرقت في الديون والهموم العائلية.. أصدر المجلة ويمنعونها في العالم العربي.. الكتب كسدت وخسرت.. لم يبق في إمكاني الكتابة.. وكما كانت ضرورة لإصدار المجلة صارت هناك ضرورة لإقفالها»

## العودة الثانية
عادت مجلة شعر إلى الصدور في صيف 1967، بعد توقف دام ثلاث سنوات (1964 - 1967)، وكان صدورها هذه المرة عن دار النهار التي تولّى الخال الشؤون الثقافية فيها، إضافة إلى رئاسة تحرير المجلة. وصدرت المجلة بهيئة التحرير نفسها باستثناء الشاعر أدونيس، وبابتعاد خليل حاوي والناقدة خالدة سعيد والشاعر محمد الماغوط وكتّاب آخرين عن المجلة.

يقول الخال في هذه العودة إن «الأمر استلزم كثيرًا من التفكير والنقاش. ولأنها كانت تلاقي الطلب والصدى، إذ بعد سنتين من توقفها كان هناك شعور بالفراغ، إذ لم يصدر ما يملأ النقص، وتولد تحسس عند الذين أصدروها في المرحلة الأولى أنها يجب أن تصدر بطريقة ما، في شكل آخر، وليس كما كانت، وفي النهاية صدرت مثلما كانت».

خلال صدور العدد الثاني من مجلة شعر، بعد عودتها إلى الصدور، أي العدد 34، وقعت حرب حزيران بين العرب وإسرائيل، وكان ما يسمى نكسة 5 حزيران 1967. هذه الحرب/النكسة طرحت شكلاً آخر لمفهوم «صراع الهوية» الذي جاء قاسيًّا نفسيًّا واجتماعيًّا، ويمكن القول إنه نجم عن ذلك اتجاهان متعاكسان: الأول أراد تأصيل الوحدة والعروبة، مستندًا إلى ذلك على تاريخ الحضارة العربية والإسلامية، للتمكن من مواجهة إسرائيل. والثاني جاء ردّ فعله سلبيًّا واتجه أكثر نحو تعميق الإقليمية، وكل بلد يحلّ مشاكله بنفسه.

## التوقف النهائي
لم يكن بمقدور مجلة شعر الاستمرار أمام هذا الواقع المنكسر على نفسه، أو بالأحرى باتت الثقافة العربية كلها أمام السؤال الكبير: كيف ولماذا الهزيمة؟

ولعل الخال عبّر عن هذا الوضع الجديد بالقول: «صار القارئ الآخر لا يهتم بالشعر ولا حتى بأي أدب إبداعي. أصبح كل همّه أن يطرح السؤال الكبير: لماذا؟».

وأضاف «باختصار برزت اهتمامات خارجة عن الأدب والشعر والفن تمامًا. ومجلة تعنى بالأدب الإبداعي من دون أن تعتبر بواقع العالم العربي الذي يفتش عن شيء يمسك به، صارعت التيار ثلاث سنوات وتوقفت».

انطوى جناح مجلة شعر في إصدارها الثاني خريف 1970 عند العدد 44. ولا يزال هذا الجناح منطويًّا إلى الآن، على الرغم من أن الخال رأى قبل وفاته «أن جناح هذه المجلة الرائدة لن ينشر إلا على يد جيل شعري طالع، يرفع علم الدعوة إلى الكتابة باللغة العربية الحديثة، وهي التي يتكلمها الكاتب، أيًّا كان، لا التي يكتبها فحسب».

يذكر أنه جرت محاولات عديدة لمعاودة إصدار مجلة شعر بعد توقفها سنة 1970. وقد كشف عن هذه العودة الخال في أكثر من حديث صحافي معه، قبل وفاته في العام 1987. ومن هذه المحاولات كانت في صيف 1978، بتوجيه من هيئة تحرير جديدة (قديمة في الأساس) يقودها الخال عرّابا أول لحداثتها.

يلخص منير العكش أزمة «شعر» بالقول إن مقتلها كان في انفصامها عن مرحلة وعي الوجود العربي لسببين: أولاً، تجاوزها العمر الاجتماعي والابداعي للواقع العربي، ثانيًا، وقوعها في قانون التقليد، فهي تستعير شيخوخة الحضارة لجسد بدوي متخلف. ويخلص إلى لقول: كانت عيونها في البحر، ومواهبها تخب مع العيس. وكان كل إنتاجها صراعًا بين عيونها المفتوحة وقلوبها المغلقة، وكان جوهر شعرها انتصارًا للبصر على البصيرة.